# Otus madagascariensis
L'assiolo torotoroka (Otus madagascariensis (A.Grandidier, 1867)) è un uccello della famiglia Strigidae, endemico del Madagascar.

## Descrizione
È uno strigide di taglia medio-piccola, che raggiunge lunghezze di 22 – 24 cm e un peso di circa 100 g.
Il piumaggio è prevalentemente marrone screziato, più scuro sul dorso e più chiaro sul ventre.

## Biologia

### Alimentazione
Si nutre prevalentemente di insetti e anche di piccoli vertebrati.

### Riproduzione
Nidifica all'interno di cavità naturali o in nidi abbandonati da altri uccelli, deponendo da 2 a 5 uova per covata.

## Distribuzione e habitat
La specie è diffusa nella parte occidentale del Madagascar, ma i limiti della sua distribuzione sono incerti, poiché il suo areale si sovrappone a quello dell'assiolo malgascio (Otus rutilus), con il quale è stato per molto tempo assimilato.